# 克魯托戈爾布
48°44′39″N 29°20′51″E / 48.74417°N 29.34750°E
克魯托戈爾布（烏克蘭語：Крутогорб），是烏克蘭的村落，位於該國西南部文尼察州，由海辛區負責管轄，始建於1700年，面積1.34平方公里，海拔高度177米，2001年人口604，人口密度每平方公里449.74人。